# Sisyrinchium inclinatum
Sisyrinchium inclinatum är en irisväxtart som beskrevs av Pierfelice Ravenna. Sisyrinchium inclinatum ingår i släktet gräsliljor, och familjen irisväxter. Inga underarter finns listade i Catalogue of Life.